# Osvaldo Miranda
Osvaldo Miranda né Osvaldo Isaías Mathon Miranda le 3 novembre 1915 à Buenos Aires, mort le 20 avril 2011 à Buenos Aires, est un acteur argentin de cinéma, de théâtre, de radio et de télévision. Il obtient une carrière remarquable de comédien argentin. Un groupe de synthpop argentin, originaire de Buenos Aires créé le groupe musical Miranda!, en utilisant son deuxième nom de famille pour désigner ce groupe, en hommage à l'acteur argentin. Il est également connu pour être un grand fan du Club Atlético Atlanta,.

## Carrière

### Théâtre
- Sueño de una noche de verano au Théâtre Colón (1953)
- La mala reputación 1954
- Boing Boing
- La dama del Maxim
- Plaza Suite de Neil Simon
- Donde duermen dos, duermen tres
- La pequeña choza

### Cinéma
- Frutilla (1980)
- Los muchachos de antes no usaban gomina (1969)
- Un muchacho como yo (1968)
- Las pirañas (1967)
- La cigarra está que arde (1967)
- Escala musical(1966)
- Hotel alojamiento (1966)
- Convención de vagabundos (1965)
- Tres alcobas (1962)
- Del cuplé al tango (1959)
- Reportaje en el infierno (1959)
- De Londres llegó un tutor (1958)
- Novia para dos (1956)
- Amor a primera vista (1956)
- El honorable inquilino (1951)
- La pícara cenicienta (1951)
- El complejo de Felipe (1951)
- Concierto de bastón (1951)
- Esposa último modelo (1950)
- Cita en las estrellas (1949)
- Corrientes... calle de ensueños! (1949)
- La hostería del caballito blanco (1948)
- Navidad de los pobres (1947)
- El retrato (1947)
- Mi novia es un fantasma (1944)
- El sillón y la gran duquesa (1943)
- El fabricante de estrellas (1943)
- La hija del Ministro (1943)
- Historia de crímenes (1942)
- Mañana me suicido (1942)
- Secuestro sensacional!!! (1942)
- El viejo Hucha (1942)
- El profesor Cero (1942)
- Yo conocí a esa mujer (1942)
- Cándida millonaria (1941)
- El más infeliz del pueblo (1941)
- Un señor mucamo (1940)
- Los muchachos de antes no usaban gomina (1937)

### Télévision
- La comedia de bolsillo Canal 7
- Tropicana (5 años) Canal 7
- Mi marido y mi padrino Canal 7
- Telerrevista LR3TV por LR3TV Radio Belgrano. (1952)
- Ducilo en América (1964)
- La nena Canal 13
- Mi cuñado Canal 13

### Premières
- Premio Cóndor de Plata a la trayectoria
- Ciudadano ilustre de la Ciudad de Buenos Aires
- Premio San Javier
- Premio Santa Clara de Asís
- Cruz de Plata de Squiú
- Numerosos Premios de la Cámara del Senado
- Premio Homero Manzi
- Premio Konex de Platino
- 4 Premios Martín Fierro : por Tropicana, Mi marido y mi padrino, La nena y Mi cuñado.[réf. nécessaire]
- Martín Fierro a la Trayectoria (junto a Niní Marshall)
- Premio Movimiento Familiar Cristiano
- 2 Premios Florencio Sánchez
- Premios Clarín Espectáculos 2007 - Trayectoria